# Friedrich Bauer (Landschaftsarchitekt)
Friedrich Bauer (* 1872; † 1937) war ein deutscher Gartenarchitekt.

## Leben
Bauer war Schüler von Fritz Encke an der Königlichen Gärtnerlehranstalt am Wildpark bei Potsdam. Als Landschaftsarchitekt war er ansässig und tätig in Magdeburg (um 1910), Freiburg im Breisgau (1929) und Frankfurt am Main. Er war Mitglied im BDA.

## Wirken
Der Schillerpark in Berlin-Wedding wurde zwischen 1909 und 1913 nach seinem Wettbewerbsentwurf angelegt.